# Stigmatopteris heterophlebia
Stigmatopteris heterophlebia là một loài thực vật có mạch trong họ Dryopteridaceae. Loài này được (Baker) R.C. Moran miêu tả khoa học đầu tiên năm 1991.